# Oh Yeon-soo
Oh Yeon-soo (오연수?, 吳娟受?, O Yeon-suLR, O Yŏn-suMR; Seul, 27 ottobre 1971) è un'attrice sudcoreana.

## Biografia
Nata a Seul il 27 ottobre 1971, Oh Yeon-soo ha fatto il suo debutto cinematografico nel 1989 facendo parte di un gruppo di attori che avevano superato un provino dell'emittente MBC ed è presto divenuta popolare.
Nel 1998 si è sposata con l'attore Son Ji-chang ed hanno due figli.
Nel 2004 interpreta una madre nubile che riscopre l'amore nella serie Second Proposal, nel 2006 veste i panni di Dama Yuhwa nel drama storico Jumong, nel 2009 una casalinga scontenta in The Queen Returns e nel 2011 in regina Sataek in Gyebaek. Acquisisce però notorietà soprattutto per aver interpretato più volte donne sposate che esploravano l'adulterio, come ad esempio ne La Dolce Vita e in Bad Guy.

## Filmografia

### Cinema
- Women Upstairs, Men Downstairs (1992)
- General's Son III (1992)
- The Rules of the Game (1994)
- Fire Bird (1997)
- The Power of Kangwon Province (1998)
- The Happenings (1998)
- South Bound (2013)
- Iris 2: The Movie (2013)
- Tazza: The Hidden Card, regia di Kang Hyeong-cheol (2014)

### Televisione
- The Dancing Gayageum (1990)
- Eyes of Dawn (1991-1992)
- Adeulgwa ttal - serie TV (1992-1993)
- The Lonely Man (1994)
- War and Love (1995-1996)
- In The Name of Love (1996)
- Full Heart (1996)
- Mom's Flag (1996-1997)
- Revenge and Passion (1997-1998)
- Aim for Tomorrow (1998)
- Love and Success (1998-1999)
- Law of Marriage (2001)
- Hard Love (2002)
- Snowman (2003)
- Second Proposal (2004)
- Sad Goodbye (2005-2006)
- Jumong - serie TV (2006-2007)
- La Dolce Vita - serie TV (2008)
- The Queen Returns (2009)
- Iris - serie TV (2009)
- Bad Guy - serie TV (2010)
- Gyebaek - serie TV (2011)
- Iris II: New Generation - serie TV (2013)
- Triangle - serie TV (2014)
- Criminal Mind - serie TV (2017)
- Save Me - serie TV (2017)
- Military Prosecutor Doberman - serie TV (2022)

## Premi e riconoscimenti
- Chunsa Film Art Awards
  - 1992 – Miglior nuova attrice per Women Upstairs, Men Downstairs
- Blue Dragon Film Award
  - 1992 – Miglior attrice debuttante per General's Son III
- Baeksang Arts Awards
  - 1993 – Miglior nuova attrice per General's Son III
- KBS Drama Awards
  - 2004 – Premio alta eccellenza: migliore attrice per A Second Proposal
- MBC Drama Awards
  - 2006 – Premio speciale: attrice in un drama storico per Jumong
  - 2006 – Candidatura alla massima eccellenza: attrice per Jumong